# Culinária da Letónia

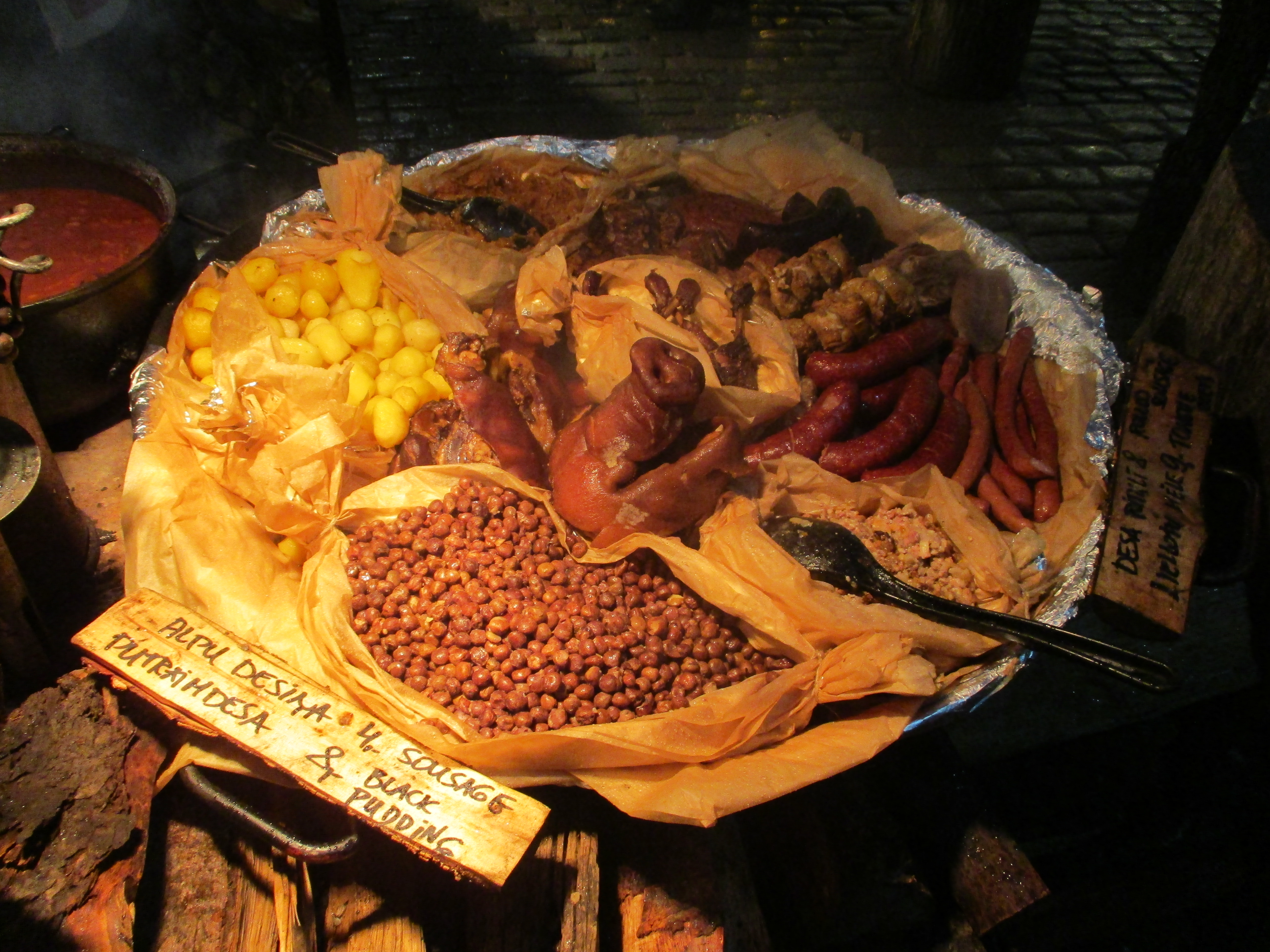
Culinária da Letónia

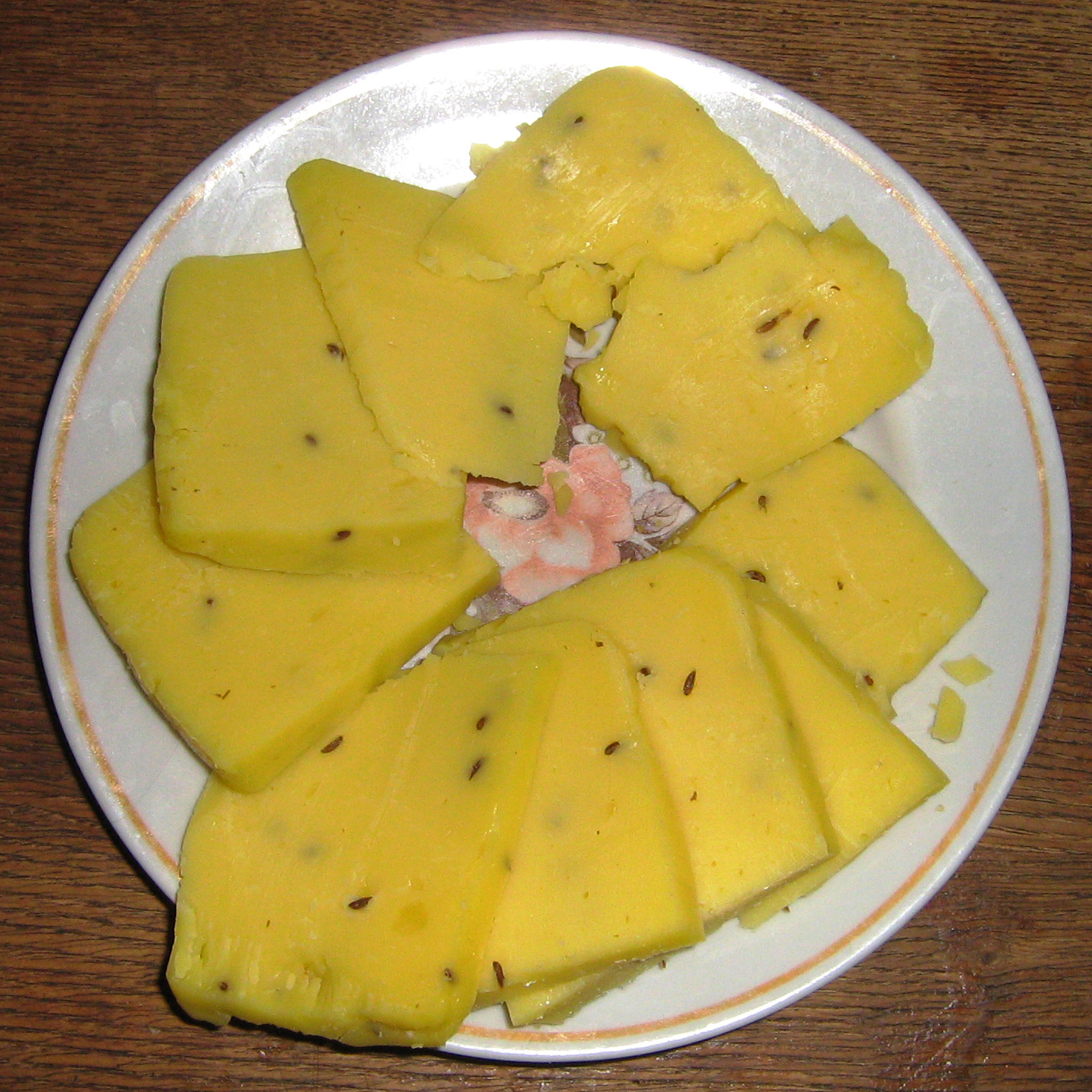
Jāņu siers

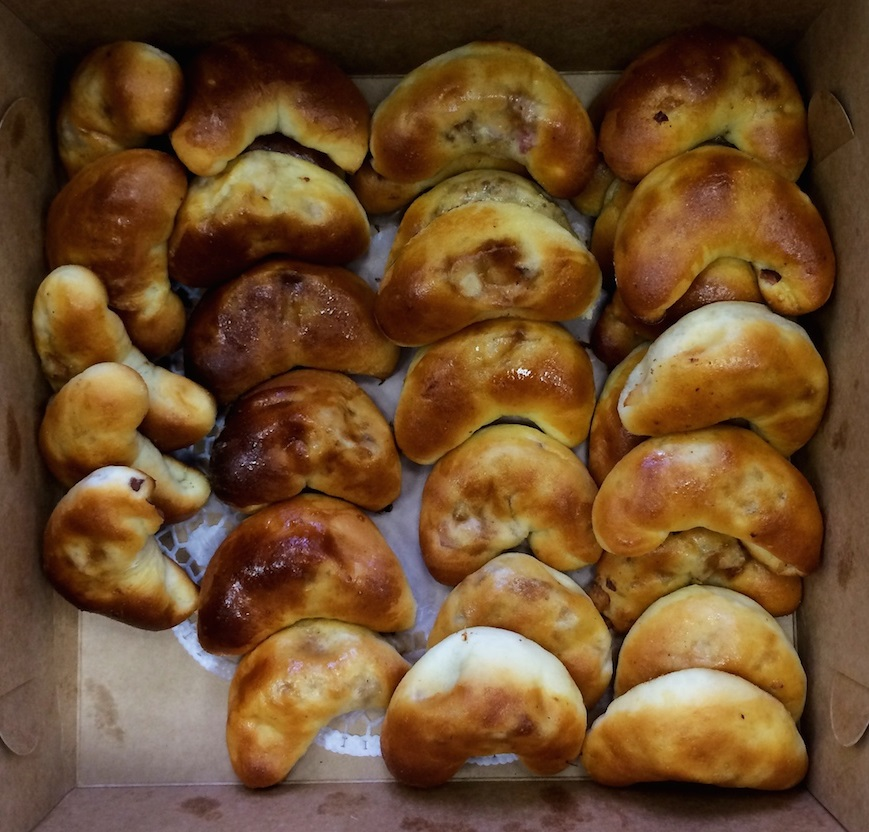
Pīrāgi

A cozinha letã baseia-se tipicamente em produtos agrícolas, encontrando-se a carne presente na maior parte dos pratos de refeição. O peixe é comummente consumido devido à localização da Letónia na costa leste do Mar Báltico.
A cozinha letã tem sido influenciada pelos países vizinhos da região Báltica. 
Os ingredientes comuns nas receitas letãs são encontrados localmente, como a batata, trigo, cevada, couve, cebola, ovos e carne de porco. A comida letã é em geral bastante gorda e utiliza poucas especiarias.

## Refeições
Os letões de hoje em dia consomem normalmente três refeições por dia. O pequeno-almoço é normalmente leve e geralmente consiste em sandes ou numa omelete, com uma bebida, geralmente leite. O almoço é consumido entre o meio-dia e as três da tarde e tende a ser a principal refeição do dia. Como tal, pode incluir uma variedade de alimentos e por vezes também uma sopa como entrada e uma sobremesa. A ceia é a ultima refeição do dia, com alguns escolhendo consumir outra refeição pesada. O consumo de refeições prontas ou congeladas é hoje comum.

## Alimentos e pratos comuns
Batatas e carne são geralmente considerados alimento básico dos letões. Geralmente as sopas são feitas com verduras e leite. Sopa de massa, sopa de beterraba e sopa azeda são também consumidas pelos letões.
Um queijo tradicional letão é o Jāņu siers (queijo de cominhos), este é tradicionalmente servido durante a celebração do solstício de verão Jāņi. Há também a versão letã de do smörgåsbord, o aukstais galds. A Letónia tem uma versão original do pīrāgi, em que são cozidos. O kvas é frequentemente considerado como uma bebida tradicional da Letónia, no entanto, é bastante popular em países vizinhos, sendo por isso difícil determinar a sua origem. As bebidas alcoólicas mais populares são a cerveja, a vodka e o balsamo.
A Chucrute refogada é uma preparação de alimentos que foi herdada dos alemães na região letã. Os picles de cogumelos são outra especialidade letã.

## Pão
O rupjmaize é um pão escuro feito à base de centeio, sendo considerado básico na comida nacional.
Kliņģeris é um pão doce em forma de pretzel que normalmente é servido como sobremesa em ocasiões especiais, tais como o Dia do Nome.